# Chiesa dell'Annunciata-Ave Gratia Plena
La chiesa dell'Annunciata-Ave Gratia Plena è una architettura religiosa sita nel centro storico di Guardia Sanframondi.

## Storia
La chiesa venne edificata a devozione dei cittadini di Guardia tramite atto notarile dell'8 maggio 1430 quando risultò essere necessaria la costruzione di una nuova chiesa dato che quella di Sant'Angelo in Castello era ormai cadente.
Il patronato era dell'Universitas che vi annesse un ospedale.
Terminata nel 1430, fu ingrandita nel 1511 e prima del 1637 ma crollò del tutto a seguito del terremoto del 5 giugno 1688 per essere poi ricostruita in forma diversa.
Venne consacrata tardi, solo nel 1780 da mons. Gentile.

## Descrizione
La chiesa è pianta rettangolare, ricca di stucchi e decorazioni barocche.
Il soffitto della navata è costituito da cassettoni lignei intagliati e dorati con scomparti che forse originariamente erano anche dipinti. 
A sinistra della navata centrale, poco prima del presbiterio, si apre il cosiddetto "Cappellone" o chiesa vecchia avente tre altari. L'arcata che collega la navata al cappellone è sorretta da due angeli in stucco in stile barocco.
L'organo, anch'esso barocco, è riccamente intagliato e dorato ma versa in uno stato di abbandono e le canne in stagno sono quasi del tutto scomposte ed ammaccate. 
Sull'altare maggiore in marmi policromi è sita una riproduzione di una tela di Paolo De Matteis raffigurante l'Annunciazione. L'originale è custodita presso il santuario-basilica dell'Assunta. Alla destra del presbiterio è sito il pulpito in legno.
Lungo la navata, a destra di chi entra, è sito un bassorilievo in stucco. 
Il campanile in pietra ha degli inserti medievali come i due leoni scolpiti alla base mentre la "cipolla" è rivestita da embrici maiolicati cerretesi giallo e verdi. 
La chiesa è stata chiusa al pubblico a causa dei furti e dei vandalismi. Le opere d'arte salvatesi sono custodite nella basilica dell'Assunta.
Attualmente, è stata riaperta al pubblico, dopo intensi lavori di restauro, come sede per convegni ed esposizioni artistiche.

## Galleria d'immagini

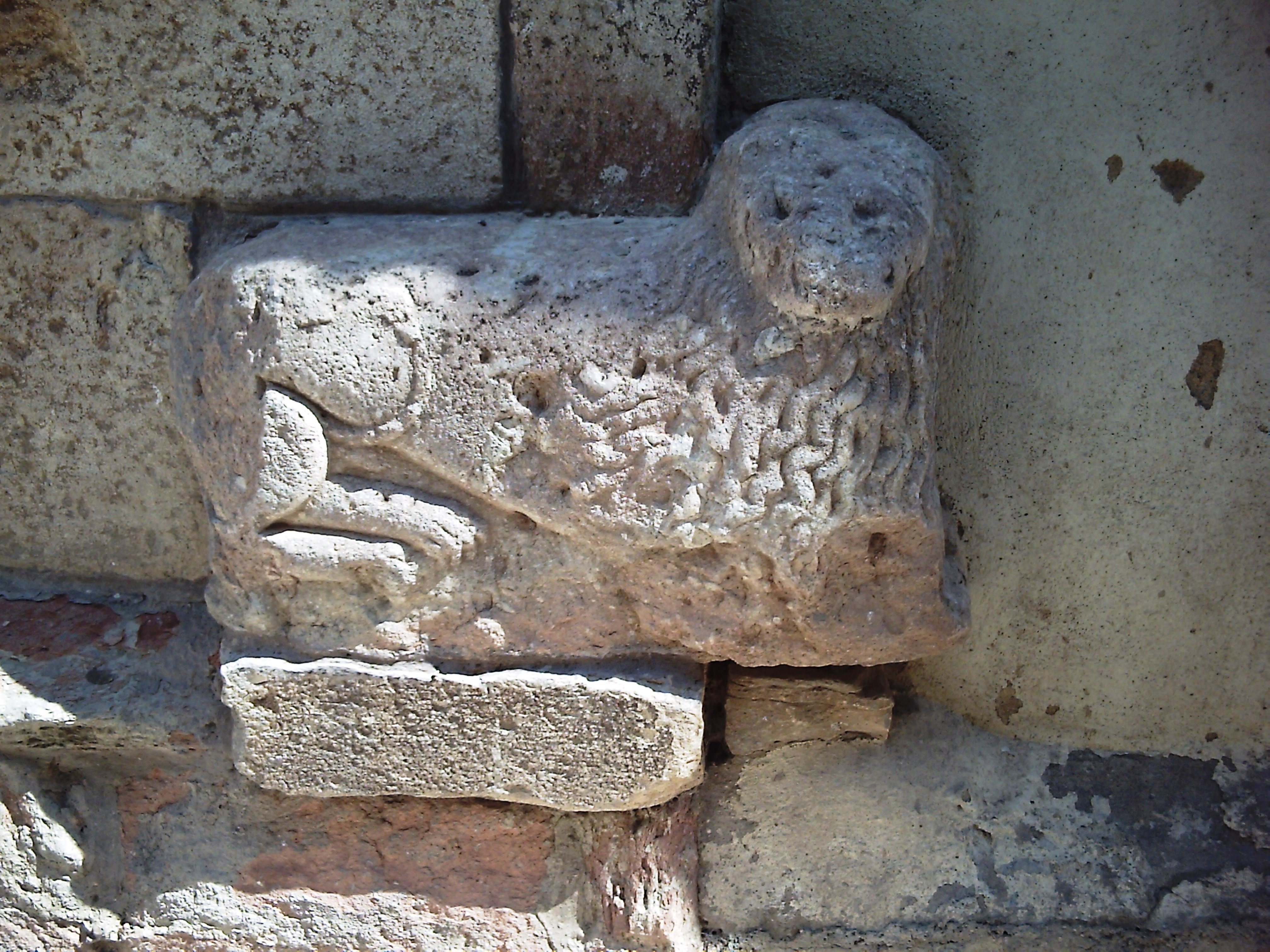
Leone medievale alla base del campanile.
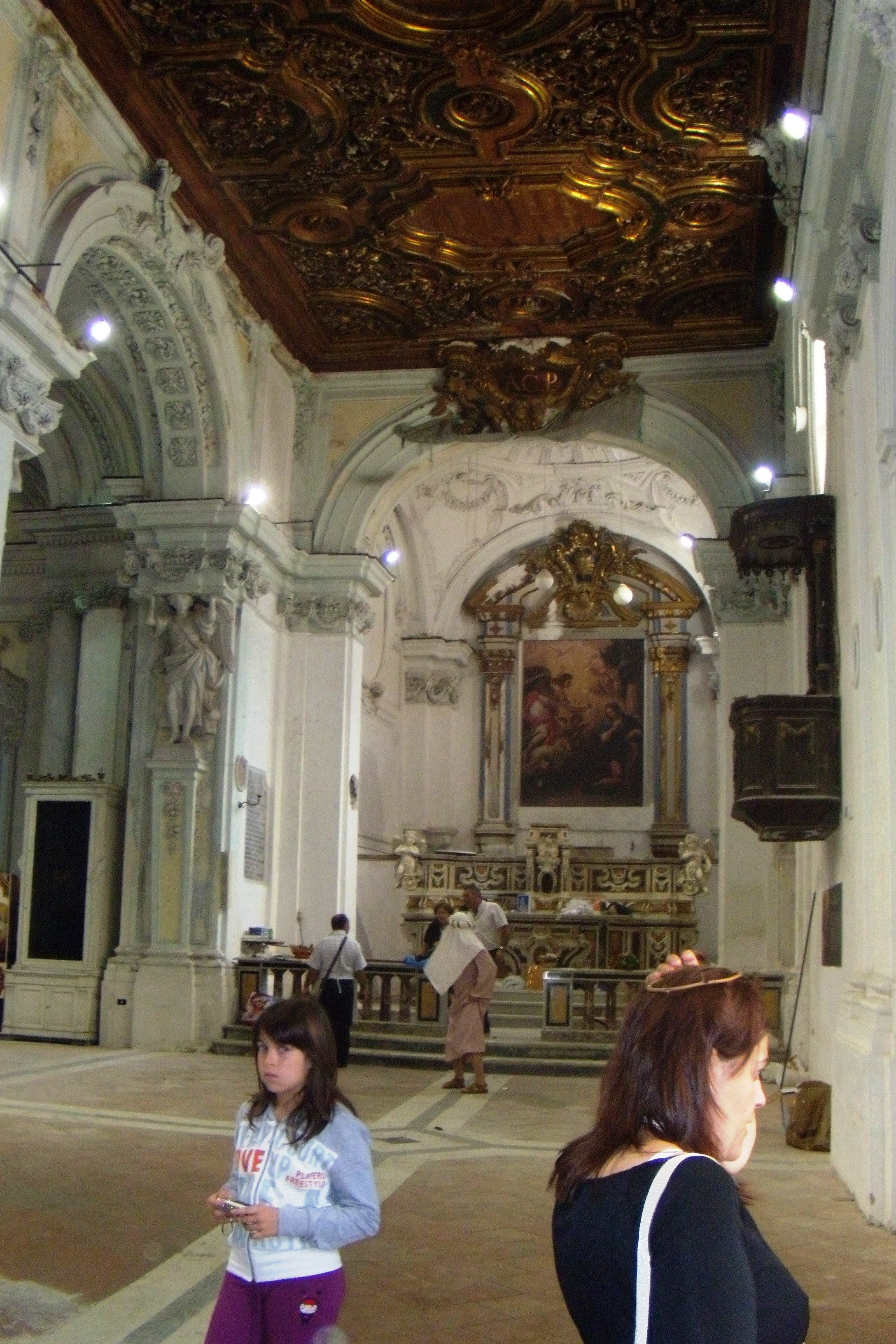
Scorcio della navata centrale.
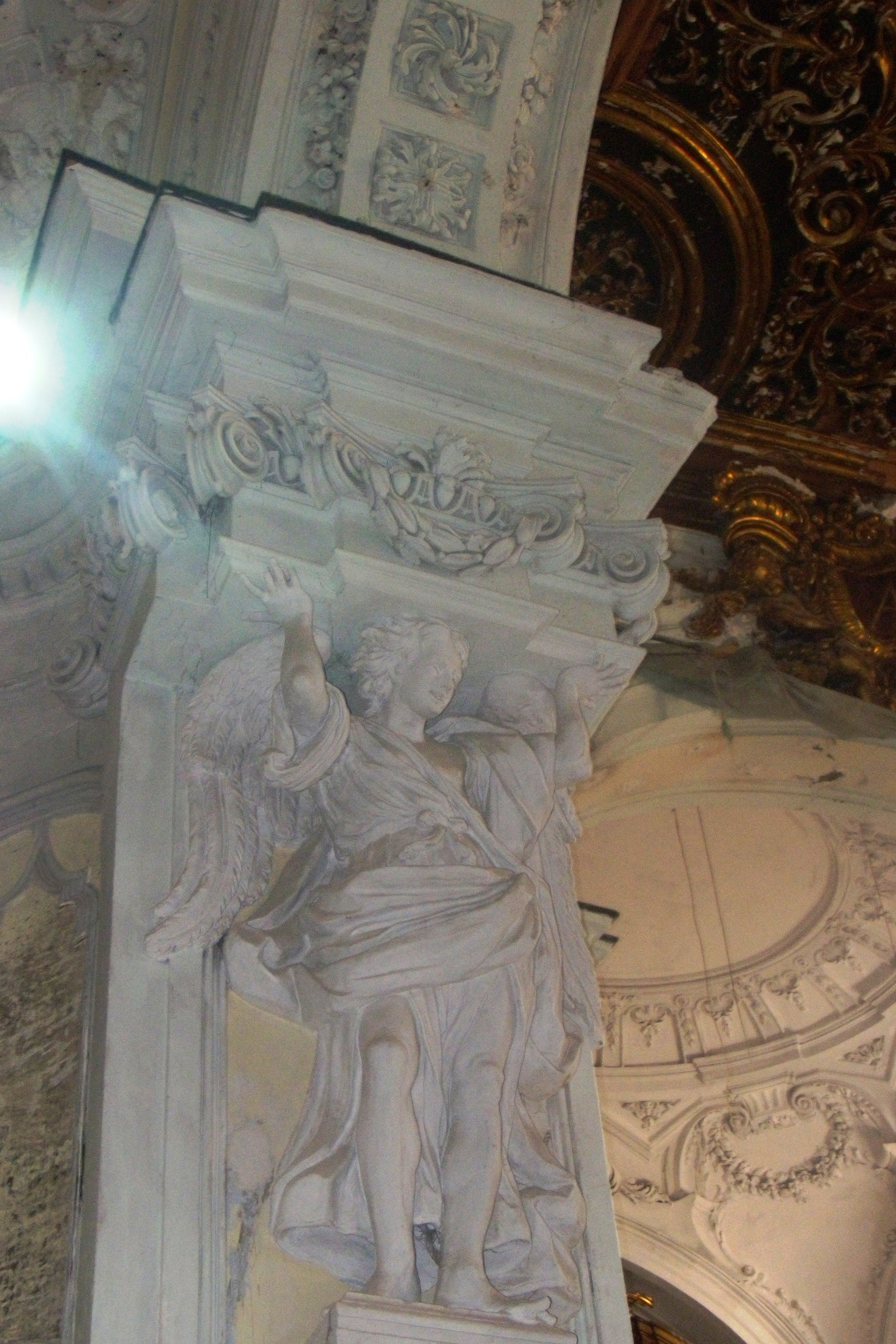
Particolare degli stucchi barocchi.